# 천안구성초등학교
천안구성초등학교는 대한민국 충청남도 천안시 동남구에 있는 공립 초등학교이다.

## 학교 연혁
- 1983년 9월 7일: 개교
- 1984년 3월 14일: 병설유치원 개원
- 1997년 3월 1일: 천안구성초등학교로  개칭
- 2009년 3월 1일: 31학급(특수 1학급) 편성, 병설유치원 1학급
- 2010년 2월 10일: 제27회 195명 졸업
- 2011년 3월 1일: 32학급(특수 2학급) 편성, 병설유치원 1학급
- 2012년 2월 16일: 제29회 169명 졸업
- 2012년 3월 1일: 33학급(특수 2학급) 편성, 병설유치원 1학급
- 2013년 3월 1일: 31학급(특수 2학급) 편성, 병설유치원 1학급
- 2014년 3월 1일:31학급(특수 2학급) 편성, 병설유치원 2학급
- 2015년 3월 1일: 30학급(특수 1학급) 편성, 병설유치원 2학급
- 2016년 3월 1일: 28학급(특수 1학급) 편성, 병설유치원 2학급
- 2017년 3월 1일: 28학급(특수 1학급) 편성, 병설유치원 2학급

## 참고 자료
- 천안구성초등학교 - 한국교육학술정보원 학교알리미